# دو هفته‌نامه نشر اندیشه
دو هفته‌نامه نشر اندیشه هفته نامه‌ای است که محل چاپ آن در شهر همدان است و در منطقه غرب کشور توزیع می‌شود. این هفته نامه دارای موضوعات سیاسی ، فرهنگی و اقتصادی مدیر مسئول آن عبدالعلی معظمی است.